# Домініканська Республіка на Олімпійських іграх
Домініканська Республіка вперше взяла участь у літніх Олімпійських іграх 1964 року на Іграх у Токіо й з того часу брала участь в усіх літніх Олімпійських іграх сучасності. В зимових Олімпійських іграх спортсмени з Домініканської Республіки не брали жодного разу.
За всю історію виступів представники Домініканської Республіки завоювали 6 олімпійських нагород, у тому числі й 3 золоті.

## Медальний залік

### Медалі на Олімпійських іграх
| Ігри              | Золото | Срібло | Бронза | Загалом |
| 1964 Токіо        | 0      | 0      | 0      | 0       |
| 1968 Мехіко       | 0      | 0      | 0      | 0       |
| 1972 Мюнхен       | 0      | 0      | 0      | 0       |
| 1976 Монреаль     | 0      | 0      | 0      | 0       |
| 1980 Москва       | 0      | 0      | 0      | 0       |
| 1984 Лос-Анджелес | 0      | 0      | 1      | 1       |
| 1988 Сеул         | 0      | 0      | 0      | 0       |
| 1992 Барселона    | 0      | 0      | 0      | 0       |
| 1996 Атланта      | 0      | 0      | 0      | 0       |
| 2000 Сідней       | 0      | 0      | 0      | 0       |
| 2004 Афіни        | 1      | 0      | 0      | 1       |
| 2008 Пекін        | 1      | 1      | 0      | 2       |
| 2012 Лондон       | 1      | 1      | 0      | 2       |
| 2016 Ріо          | 0      | 0      | 1      | 1       |
| Загалом           | 3      | 2      | 2      | 7       |

### За видами спорту
| Ігри           | Золото | Срібло | Бронза | Загалом |
| Легка атлетика | 2      | 1      | 0      | 3       |
| Бокс           | 1      | 0      | 1      | 2       |
| Тхеквондо      | 0      | 1      | 1      | 2       |
| Загалом        | 3      | 2      | 2      | 7       |

## Список медалістів
| Медаль | Спортсмен              | Ігри              | Вид            | Дисципліна                                        |
| ------ | ---------------------- | ----------------- | -------------- | ------------------------------------------------- |
| Бронза | Педро Ноласко          | Лос-Анджелес 1984 | бокс           | до 54 кг                                          |
| Золото | Фелікс Санчес          | Афіни 2004        | Легка атлетика | 400 м з бар'єрами                                 |
| Золото | Мануель Фелікс Діас    | Пекін 2008        | Бокс           | Бокс на літніх Олімпійських іграх 2008 — до 64 кг |
| Срібло | Юліс Габріель Мерседес | Пекін 2008        | Тхеквондо      | до 58 кг                                          |
| Золото | Фелікс Санчес          | Лондон 2012       | Легка атлетика | 400 м з бар'єрами                                 |
| Срібло | Лугелін Сантос         | Лондон 2012       | Легка атлетика | 400 м                                             |
| Бронза | Луїсіто Піє            | Ріо 2016          | Тхеквондо      | до 58 кг                                          |